# 官地水库
官地水库是中国吉林省延边朝鲜族自治州敦化市境内的一座水库，建于1958年。水库正常库容为353万立方米。